# Escola Secundária de Sampaio
A Escola Secundária de Sampaio (ESS) é uma escola secundária, pública, situada no concelho de Sesimbra, Setúbal, Portugal.

## História
Havia um grande desejo da população do concelho de Sesimbra para que fosse construída uma escola secundária no concelho, pois só havia escolaridade até ao actual 9º ano. O terreno da escola foi vendido ao Ministério da Educação para se construir a desejada ESS e a escola começou a ser construída em 1984, abrindo em 1986. No primeiro ano, funcionavam apenas 7º, 8º e 9º anos de escolaridade, no segundo ano, funcionavam 7º, 8º, 9º e 10º anos de escolaridade e a partir do terceiro ano a escola começou a funcionar com 7º, 8º, 9º, 10º, 11º e 12º anos de escolaridade até 2014, onde passaram a funcionar apenas 9º, 10º 11º e 12º.
A escola conta com cursos profissionais organizadas por módulos e possuindo três componentes de formação: sociocultural, científica e técnica.